# Килобит
Килобит е единица за цифрова информация или за компютърна памет, кратна на бит (bit). Представката кило- (символ k) е определена в Международната система единици (SI) като множител 103 (хиляда).
- 1 килобит = 103 бита = 1000 бита

Единицата килобит се означава със символа kbit или kb.
Ако вземем обичайния размер от 8 бита за един байт, то 1 kbit ще е равен на 125 байта.
Килобитът е тясно свързан с кибибита, която единица е образувана с помощта на двоичната представка киби- (символ Ki):
- 1 кибибит = 210 бита = 1024 бита, или с ~2% по-голям от килобит.